# Peter Hertz (guldsmed)
 Der er flere personer med dette navn, se Peter Hertz (kunsthistoriker).
Peter Hertz (11. maj 1811 i København – 1. april 1885 smst) var en dansk guldsmed, der grundlagde forretningen af samme navn.
Hertz var født i København, hvor hans fader, Moses Hertz, drev melhandel; moderen var Mariane født Berendt. Da begge forældrene snart døde, kom han i huset hos en meget ældre broder, garvermester Abraham Hertz. 14 år gammel sattes han i guldsmedelære hos Johan Isbrand, og efter at have udstået sin lære og et par år arbejdet her som svend tog han ranselen på nakken og besøgte Hamborg, Berlin og Wien. Kommet tilbage etablerede han sig 1834, men hans virksomhed udviklede sig først, da han 1841 overtog guldsmed Jacob Arne Sivertsens forretning på hjørnet af Købmagergade og Kronprinsensgade. På udstillingen 1852 i København og verdensudstillingen 1862 i London udstillede han dygtige arbejder.
10. december 1841 ægtede han Rose Meyer (f. 6. juni 1815), datter af købmand Jacob Salomon Meyer, og efter i 1878 at have optaget to sønner som kompagnoner døde han 1. april 1885.
Sønnerne Sally og Jacob Hertz, der efter at være oplærte her hjemme en tid uddannede sig i udlandet, oprettede 1875 under firmaet S. & J. Hertz en betydelig sølvvarefabrik og blev, som nævnt, 1878 kompagnoner i deres faders forretning, som de fortsatte efter hans død.